# Gaastra
Gaastra est une marque de prêt à porter, avec des collections s'inspirant des tenues nautiques.  

## Histoire
L'histoire commence en 1897, avec la création d'une entreprise de voilerie dans le petit village de Sneek en Frise, Pays-Bas. Elle continue à être présente dans la fabrication de voiles,. 
Au fil des années, Gaastra devient une marque possédant une identité propre à l'univers nautique, développant de nouveaux produits : des voiles pour  planche à voile ou kitesurf,, mais aussi des vêtements de marins (vestes d'équipages, cabans, etc), puis des vêtements de prêt-à-porter, en s'inspirant des tenues des habitués des clubs de voile. Ses collections évoquent le milieu marin à travers la palette de couleur utilisée, les détails (des insignes par exemple) et les matières (coton, mais aussi des matières plus techniques telles que le lurex et le néoprène). La société a été partenaire de la régate Voiles de Saint-Tropez de 2005 à 2010 (où lui a succédé l'entreprise Kappa), et a créé en 2010 une collection de vêtement du même nom. Présente en Allemagne, Belgique et France au travers de filiales, la maison-mère est en Hollande, à Amstelveen.

## Groupes et filiales
Gaastra fait partie du groupe McGregor Fashion Group B.V., et en Asie de Gaastra International Group Limited (GIGL), société détenue par des Chinois, avec des parrainages communs,,.